# Francis Gonzalez
Francis Gonzalez (Bordeaux, 6 febbraio 1952) è un ex mezzofondista francese.

## Palmarès

### Europei indoor
- 2 medaglie:
  - 1 oro (Rotterdam 1973 negli 800 m piani)
  - 1 bronzo (Grenoble 1972 negli 800 m piani)